# Nathaniel Courthope
Nathaniel Courthope (? - Lontor, 19 oktober 1620) was een koopman in dienst van de Engelse Oost-Indische Compagnie (EIC) die in de Banda-eilanden een vergeefse poging deed de Nederlandse handel in nootmuskaat over te nemen.

## De Rode Zee

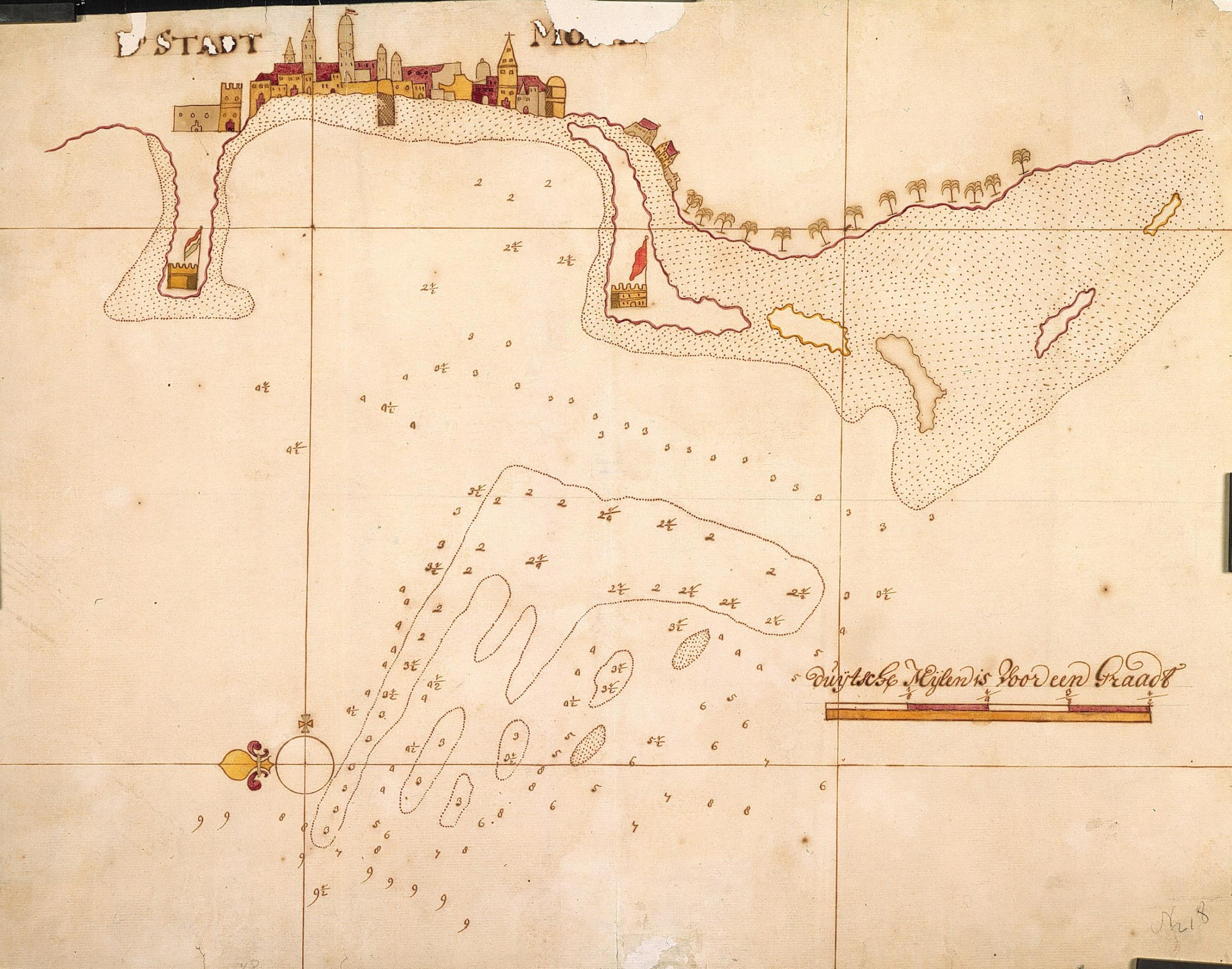
Mocha.

Op 17 november 1609 werd Courthope door de East India Company voor zeven jaar aangenomen als koopman en in april 1610 vertrok hij aan boord van de Trades Increase naar de Molukken om specerijen te kopen en er kooplieden achter te laten. De Trades Increase, met zo'n 1200 ton meer dan twee keer zo groot als de gemiddelde Oost-Indiëvaarder en in december te water gelaten door koning Jacobus I, maakte met de Darling en de Peppercorn deel uit van de zesde schipvaart van de EIC, onder leiding van Sir Henry Middleton. De reis was niet succesvol. Onderweg naar Azië probeerde men in oktober in Mocha aan de kust van de Rode Zee Engelse handelswaar, voornamelijk wol, te verkopen. De Trades Increase kwam daar vast te zitten op een zandbank, en moest veel handelswaar lossen om weer vlot te komen. Dit maakte de Engelsen kwetsbaar. Middleton, Courthope en anderen werden eerst ondergebracht in een logement aan wal maar na enige tijd gevangen genomen door de plaatselijke Agha. Meerdere Engelsen kwamen hierbij om het leven. Middleton bracht drie weken door in een hondenhok onder een trap. Vervolgens werden allen meegevoerd naar Sanaa, de hoofdstad, waar de Pasja hen op basis van instructies uit Constantinopel verbood handel te drijven in Mocha. In maart waren ze weer terug in Mocha, waar Middleton met enkele anderen wist te ontsnappen naar de Trades Increase. Middleton zelf had zich verstopt in een waterton omdat hij anders herkend zou worden. De schepen blokkeerden daarna net zo lang de haven tot de andere overlevende gevangenen, waaronder Courthope, werden vrijgelaten. In augustus zeilden ze door naar Surat aan de noordwestkust van India.

## Bantam

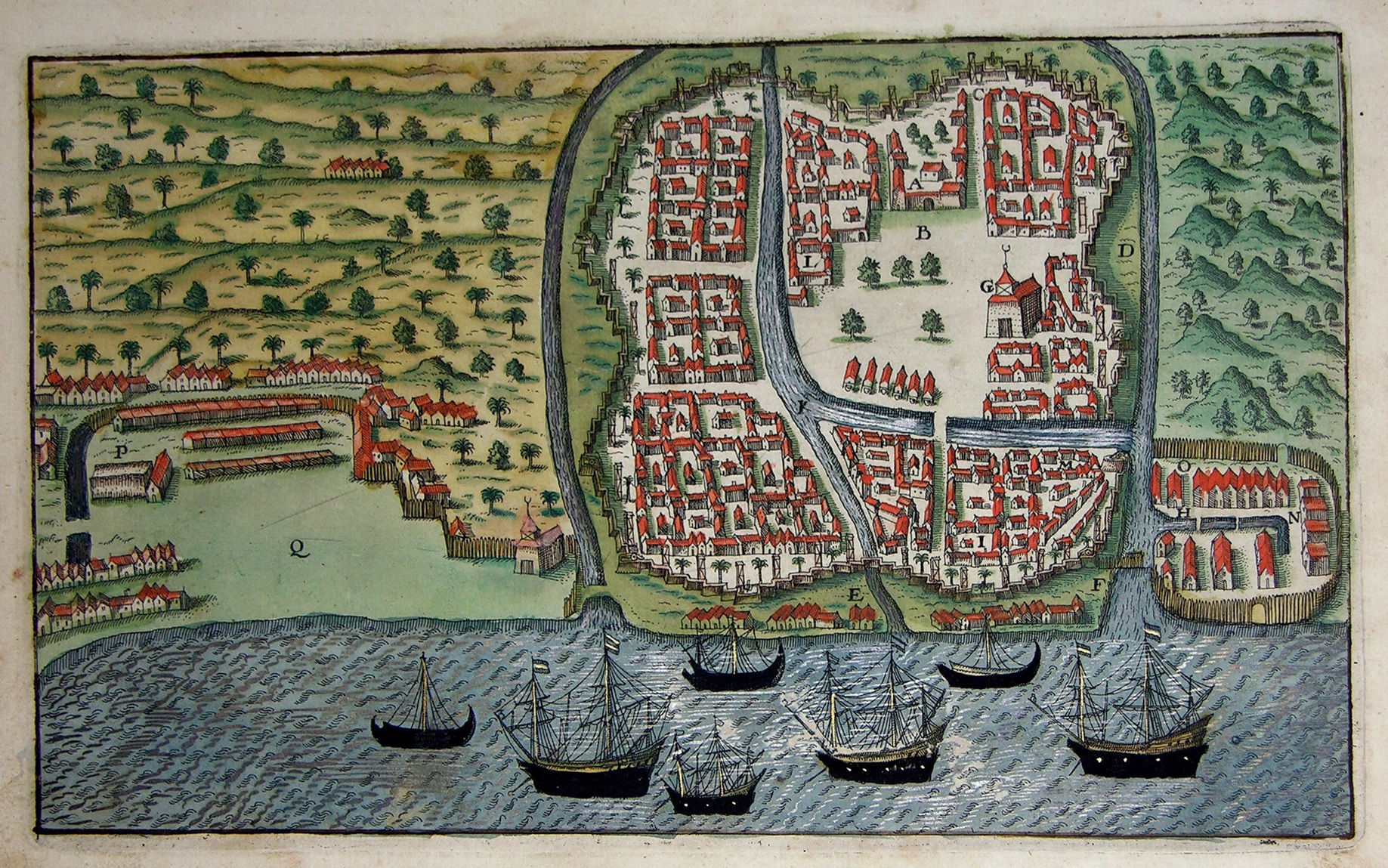
Bantam.

In Surat hoopte men gebruik te kunnen maken van handelsbetrekkingen aangegaan door de EIC-gezant William Hawkins, maar deze bleek aan het hof van Aurangzeb in Agra uit de gratie gevallen te zijn en wilde weg. Met hem mee kwam de bemanning van de in september 1609 voor de kust vergane Ascension van de vierde schipvaart, waaronder de commandeur Alexander Sharpeigh en de koopman John Jourdain, Courthopes latere chef. De schepen keerden toen terug naar de Rode Zee, en dwongen daar Indiase handelsvaartuigen de katoenen stoffen die zij vervoerden te ruilen voor wol. Hierover ontstond ruzie met de inmiddels gearriveerde achtste schipvaart van John Saris, die het niet eens was met de acties van Middleton. In augustus 1612 vertrokken alle Engelse schepen naar Atjeh, en vandaar naar Bantam, het Engelse hoofdkwartier. Jourdain vertrok met de Darling naar de Molukken om specerijen te kopen. De Trades Increase bleek vol paalworm te zitten zodat een tweede scheepshuid nodig was. De bemanning viel echter ten prooi aan ziektes. Toen de Darling terugkeerde in de haven van Bantam trof Jourdain de Trades Increase rottend op een zandbank aan. Middleton en veel andere opvarenden waren dood. Courthope was een van de weinigen die nog op de been waren.
Courthope bleef tot begin 1614 in Bantam werken. Hij kwam hier onder verdenking te staan van fraude en zelfverrijking toen een van de kooplieden van de Trades Increase op zijn sterfbed een bekentenis schreef waarin ook Courthope en anderen werden geïmpliceerd. In Londen besloot men dat de schuldigen met het eerste schip terug moesten komen en alles wat niet van hen was inleveren, maar uiteindelijk liep het met een sisser af. Courthope werd naar de handelspost in Sukadana aan de zuidwestkust van Borneo gezonden, waar goud, diamanten en bezoarstenen te koop waren. Na een moeizaam begin, verstoken van contanten, bracht hij de handelspost allengs tot bloei. In de zomer van 1616 keerde hij terug naar Bantam.

## Poelau Run

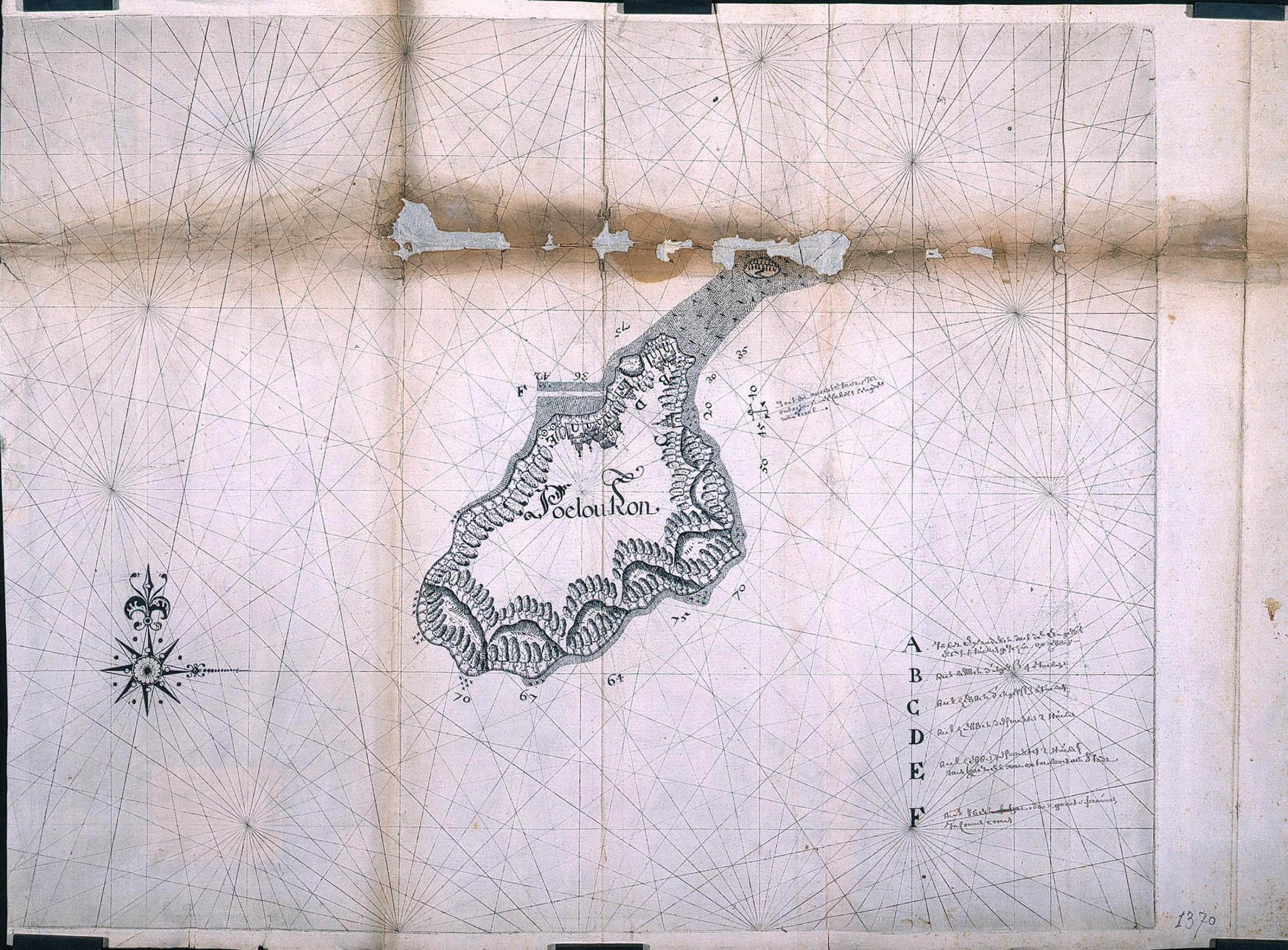
Poelau Run.

In oktober werd Courthope door John Jourdain, inmiddels president van alle Engelse factorijen, naar de Banda-eilanden gezonden. Op 25 december arriveerde hij met zijn schepen Swan en Defence bij Run, het kleinste eiland. Het lukte hem de lokale bevolking over te halen om hun soevereiniteit over te dragen aan koning Jacobus en in het vervolg de specerijenhandel uitsluitend met de Engelsen te drijven. De Nederlandse VOC claimde zo'n exclusief contract al te hebben, in ruil voor bescherming tegen de Spanjaarden en Portugezen. Nog in mei 1616 was dit hernieuwd door Jan Dircksz. Lam na de verovering van Poelau Ai.
Toen Nederlandse schepen voor Run verschenen hees Courthope de bloedvlag en eiste ook het eiland Ai op. Toen hij door de Raad van Indië Cornelis Dedel gevraagd werd te vertrekken reageerde hij 'met sulcken colere ende passie' dat Dedel bij Steven van der Hagen, de VOC-gouverneur van Ambon, om nog meer versterking vroeg.
Op Run groeide behalve muskaatbomen nauwelijks vegetatie. Rijst moest geïmporteerd worden en om te drinken was er alleen regenwater. Toen de Swan in januari probeerde drinkwater te halen op Ceram werd het veroverd door de Morgenster onder Dedel. De bemanning werd gevangen gezet in fort Nassau op Banda Neira. Twee maanden later trof de Defence hetzelfde lot. Courthope, die nu vast zat op Run, bracht op het eiland fortificaties aan waardoor hij zich kon verweren tegen aanvallen van de VOC. Op 17 april 1617 ontving de uit Ambon overgekomen gouverneur-generaal Laurens Reael Courthope en zijn collega Thomas Spurway in fort Nassau. Er vond een verhitte discussie plaats waarbij Courthope zich beriep op de soevereiniteitsoverdracht door de bewoners van Poelau Run en Reael en Dedel schermden met de VOC-contracten en de door een rechtvaardige oorlog verworven soevereiniteit over Banda Neira en de kleinere eilanden. Courthope weigerde Reaels aanbod om naar Bantam te vertrekken in ruil voor zijn schepen en bemanning. Met 39 man bood hij 1540 dagen weerstand tegen het Nederlandse beleg, en probeerde van daaruit de bevolking van Lontor tegen de Nederlanders op te zetten. Twee Engelse schepen, de Salomon en het jacht Attendance, die in maart 1618 vanuit Bantam proviand kwamen brengen werden ook veroverd door de Nederlanders.
De bewoners van Pulau Run begonnen het vertrouwen te verliezen in de van hulp verstoken Courthope. Ze hadden een verzoek om bijstand gezonden aan de sultan van Ternate, de nominale heerser over de Banda-eilanden. Deze was een bondgenoot van de VOC, en had een brief teruggestuurd die volgens Dedel niet ongunstig uitviel voor de VOC. In maart 1620 kreeg Courthope het nieuws over de dood van John Jourdain en het verlies van zeven schepen aan de VOC in de nasleep van de stijd om Jacatra, wat zijn positie en imago verder verzwakte. 'God grant mee good getting out of these Countrie peoples hands’ schreef hij in zijn journaal.
In de nacht van 18 op 19 oktober 1620 probeerde Courthope met een aantal mannen in een prauw Lontor te bereiken om contact te leggen met de inheemse bewoners, maar werd verrast door een Nederlands jacht. Hij werd daarbij door musketvuur in de borst getroffen. De ernstig gewonde Courthope sprong in zee om zwemmend aan land te komen, maar hij bezweek aan zijn verwonding en verdronk.
Begin 1621 werden de Banda-eilanden door de VOC veroverd. In mei kon de opvolger van Courthope, de opperkoopman Robert Hayes, met de overgebleven Engelsen en hun Bandanese bondgenoten uitwijken naar het nog kleinere eilandje Nailakka, iets ten noorden van Run. De VOC vernietigde alle muskaatbomen waardoor Run veranderde in een woestenij. Pas in 1875 begon men met een nieuwe aanplant.
De Engelse schrijver en journalist Giles Milton heeft een boek gewijd aan Courthopes avontuur: Nathaniel's Nutmeg (1999), in de Nederlandse vertaling Nathaniels Nootmuskaat (Amsterdam: Meulenhoff, 2000, ISBN 90-290-6500-1) Hij baseerde zich op Engelse geschriften uit die tijd zoals Purchas his Pilgrimes van Samuel Purchas. De VOC komt er daarin vaak slecht vanaf omdat het deels bedoeld was als proto-nationalistische propaganda.